# 卡爾夫島
卡爾夫島是蘇格蘭的島嶼，位於馬爾島以東的大西洋海域，屬於內赫布里底群島的一部分，面積0.72平方公里，最高點海拔高度20米，島上無人居住。